# 村上朝一
村上 朝一（むらかみ ともかず、1906年（明治39年）5月25日 - 1987年（昭和62年）2月13日）は、日本の裁判官、検察官、司法・法務官僚。第6代最高裁判所長官。

## 概要
東京帝国大学法科（現・東京大学大学院法学政治学研究科・法学部）卒業。大阪地裁、京都地裁、東京地裁などで裁判官生活を送り、1938年に司法省民事局に勤務。戦時中に陸軍司政官になりジャカルタに派遣されたが、敗戦のため抑留生活をした。復員後に再び司法省民事局に勤務し、民法の改正作業に携わった。その後、1948年から法務庁民事局長（後に法務省民事局長）を10年務めた。1952年4月19日に法務府民事局長として「平和条約の発効に伴う朝鮮人台湾人等に関する国籍及び戸籍事務の処理について」と題する通達を出した（これによりサンフランシスコ平和条約が発効した同年4月28日に在日朝鮮人と在日台湾人は平和条約国籍離脱者として外国人となった）。民事局長時代の1954年3月、保全経済会事件に関し衆議院行政監察特別委員会に証人喚問された。続いて「検察にも民事の知識が必要」として最高検公判部長となり、八海事件や松川事件の有罪論を組み立てた。その後、再び裁判所に戻り、横浜地裁所長、東京高裁判事、仙台高裁長官、東京高裁長官を歴任。
1969年に最高裁判所判事に就任。1973年に最高裁判所長官に就任した。就任の際に、石田前長官時代の激動期について「私は司法の危機はなかったと思う。しかし、誤解があればそれを解く努力をすべき」「（一連の騒ぎにおける最高裁の態度は）公正、妥当だった」と強調した。長官就任後の初めての高裁長官・地方所長会合では「迅速な裁判、判事補の育成指導」を訓示した。世間の理解を深める意味で司法記者との懇談を時折開くなどした。
在任中に1974年5月に東京都千代田区隼町にある現最高裁庁舎ができた。また同年に最高裁判所として法務省との間に判検交流を促進する協定を締結し、判検交流増加の基礎となった。1976年4月14日に衆議院議員総選挙の一票の格差について最高裁大法廷裁判長として戦後の選挙について初の違憲判決を出しながら「事情判決の法理」として選挙無効を回避した。最高裁長官退官後に、「事情判決に公選法を適用することには勇気を必要とした」と語った。

## 略歴
- 1906年 福岡県に生まれる
- 第三高等学校
- 東京帝国大学法学部卒業
- 1929年 大阪で裁判官に任官
- 1940年 司法省民事局第四課長
- 1942年 陸軍司政官として、オランダ領東インドのジャワ島に赴任
- 1948年2月15日 法務庁民事局長に就任。以後、法務府、法務省と約10年にわたり同局長を務める。
- 1957年12月28日 最高検察庁検事
- 1958年9月29日 最高検察庁公判部長
- 1963年8月20日 横浜地方裁判所長
- 1965年9月20日 東京高等裁判所判事（部総括判事）
- 1966年7月22日 仙台高等裁判所長官
- 1967年7月12日 東京高等裁判所長官
- 1968年11月19日 最高裁判所裁判官
- 1973年5月21日 石田和外に続く職業裁判官として、第6代最高裁判所長官
- 1976年5月24日 定年退官

## 受賞歴・叙勲歴
- 1976年11月3日 勲一等旭日大綬章受章
- 1987年2月13日 従二位追賜

## 家系・家族
父も兄も医者。長男は東京大学法学部教授を歴任したドイツ法専攻の村上淳一。